# 배우는 배우다
《배우는 배우다》는 2013년에 개봉한 대한민국의 영화이다.

## 줄거리
열정 넘치는 젊은 배우 오영은 작은 극단에서 활동하며 영화 단역으로 출연하는 무명 시절을 보낸다. 그러던 중 영화 촬영장에서 그의 잠재력을 알아본 매니저 김장호는 오영을 톱스타로 만들어주겠다고 제안한다. 계약 후, 오영의 역할은 영화에서 중요한 조연으로 바뀌고, 영화 개봉과 함께 그는 뛰어난 연기력으로 호평을 받으며 일약 스타덤에 오른다. 하지만 갑작스러운 인기 상승과 함께 오영의 삶은 통제 불능 상태로 빠르게 추락하게 된다.

## 캐스팅
- 이준 - 오영 역
- 서영희 - 오연희 역
- 강신효 - 우근 역
- 경성환 - 김실장 역
- 민지오 - 홍지민 역
- 김소연 - 뫼비우스 여배우 역
- 이새별- 여고생
- 서범석 - 김장호 역
- 이화시 - 사모님 역
- 성홍일 - 강대표 역
- 김인수 - 빵떡모자 감독 역
- 이빛나 - 광고소녀 2 역
- 김정석 - 뫼비우스 감독 역
- 이현호 - 뫼비우스 조감독 역
- 한소연 - 뫼비우스 배우 역
- 이태검 - 깡다구 덩치들 역
- 이도연 - 진술집손님 2 역
- 김성범 - 스타필실장 역
- 이창욱 - 소극장 남배우 역
- 강덕중 - 기자 역
- 김소이 - 소극장 배우 역 (특별출연)
- 기주봉 - 연극연출가 역 (특별출연)
- 오광록 - 영화 속 강검사 역 (특별출연)
- 마동석 - 깡다구 역 (특별출연)
- 양동근 - 강빈 역 (특별출연)
- 김형준 - 신인남 공명 역 (특별출연)
- 안성기 - 전주영화제 VIP 역 (특별출연)
- 김동호 - 전주영화제 VIP 역 (특별출연)
- 류승완 - 전주영화제 VIP 역 (특별출연)
- 김꽃비 - 전주영화제 VIP 역 (특별출연)
- 이춘연 - 전주영화제 VIP 역 (특별출연)
- 임권택 - 전주영화제 VIP 역 (특별출연)